# 查尔斯·丹尼尔斯
查尔斯·梅尔德伦·丹尼尔斯（英語：Charles Meldrum Daniels，1885年3月24日—1973年8月9日），美国男子游泳运动员，曾获得4枚奥运会游泳比赛金牌。他是爬泳泳姿的革新者，发明了“美国爬泳”。